# Ras El Agba
Ras El Agba là một đô thị thuộc tỉnh Guelma, Algérie. Dân số thời điểm năm 2002 là 2.348 người.